# LG Wedel-Pinneberg
Die Leichtathletik-Gemeinschaft (LG) Wedel-Pinneberg ist die Startgemeinschaft der Leichtathletik-Abteilungen des Wedeler TSV und des VfL Pinneberg.

## Geschichte
Seit dem 1. Januar 1975 bilden die Leichtathletik-Abteilungen der Vereine Wedeler TSV und VfL Pinneberg eine Startgemeinschaft. Zu den treibenden Kräften des Zusammenschlusses gehörten der Wedeler Trainer Artur Heß und der Pinneberger Dieter Scheithe. Der Wedeler TSV brachte bei der Gründung der LG rund 400 und der VfL Pinneberg rund 300 sporttreibende Personen ein.
Die Startgemeinschaft war seit ihrer Gründung Mitglied im Schleswig-Holsteinischen Leichtathletik-Verband (SHLV). Im Jahr 2006 entschloss sich der LG-Vorstand zum Wechsel zum Hamburger Leichtathletik-Verband, unter anderem um Fahrtzeiten zu verkürzen, da die Städte Pinneberg und Wedel beide an Hamburg grenzen und an das Nahverkehrsnetz der Hansestadt angeschlossen sind. 2007 wurde der Wechsel des Landesverbands vollzogen. Die LG pflegt eine Partnerschaft mit dem französischen Verein Montpellier Athletic Running Club (MARC).
1977 wurde die LG mit der 4 × 800-m-Staffel (Ralph Meyer, Alfred Pankow, Michael Krieg, Bernd Smrcka) Dritter bei den Deutschen Meisterschaften. 1984 wurde der für die LG Wedel-Pinneberg startende Rolf Danneberg Olympiasieger im Diskuswurf, bei denselben Spielen verpasste LG-Speerwerfer Wolfram Gambke als Vierter knapp eine Olympiamedaille. Bei den Deutschen Crossmeisterschaften 1991 gewann das LG-Gespann Meike Wirdemann, Astrid Bartels, Nicole Theophil über die Mittelstrecke die Goldmedaille. 2005 erreichten die LG-Läuferinnen Marina Hilschenz, Mareile Kitzel und Nadja Freiburg ebenfalls über die Mittelstrecke den dritten Rang. Bei den Herren wurde die LG-Mannschaft mit André Green, Jannis Kellermann und Konstantin Albrecht 2006 Zweite und 1997 (André Green, Uwe Schimkus, Matthias Luck), 1999, 2001 (jeweils in der Besetzung André Green, Uwe Schimkus, Manuel Rodriguez) sowie 2004 (Vladymyr Bukalo, Mischa Elbeshausen, Uwe Schimkus) Dritte der Deutschen Mannschaftsmeisterschaft im Crosslauf (Langstrecke).
Von 2000 bis 2012 war Diskuswerfer Markus Münch Mitglied der LG und entwickelte sich in dieser Zeit zum Olympiateilnehmer. Großen Anteil an den LG-Erfolgen wurden der Arbeit von Trainer Artur Heß zugeschrieben. Heinrich Gambke († 1987), Vater von Wolfram Gambke, betreute die Wurfdisziplinen, unter seiner Leitung errangen Sportler der Wedel-Pinneberger Startgemeinschaft mehrere deutsche Meistertitel. Zu den bedeutenden LG-Persönlichkeiten zählte ebenfalls Bernd Smrcka, der 1968 von Artur Heß entdeckt wurde, als Jugendlicher über 1000 Meter Hamburger Schülerrekord lief, 1975 über 800 Meter Zweiter bei den deutschen Jugendmeisterschaften und 1977 im Erwachsenenbereich mit der 4 × 800-m-Staffel Dritter bei den Deutschen Meisterschaften wurde. Als Trainer betreute er unter anderem André Green und führte ihn zu deutschen Meistertiteln sowie zur WM-Teilnahme. Ende Oktober 2010 beendete Smrcka seine Tätigkeit und trat beim Wedeler TSV als Leiter der Leichtathletik-Abteilung zurück.

### Bekannte LG-Sportler
- Astrid Bartels (Lauf: Deutsche Mannschaftscrossmeisterin 1991)[12]
- Hans Burchard (Hochsprung: 1988 Dritter bei den Deutschen Hallenmeisterschaften)[13]
- Rolf Danneberg (Diskuswurf: u. a. Olympiasieger 1984)
- Wolfram Gambke (Speerwurf, 1984 Vierter der Olympischen Spiele)
- Jens Gauger (Lauf: Mehrmaliger Deutscher Mannschaftsmeister in der Seniorenwettkampfklasse M40)[12]
- André Green (Lauf: Mehrmaliger Deutscher Jugendmeister, Deutscher Crossmeister, Deutscher Meister über 3000 Meter Hindernis[14] und Europa- und Weltmeisterschaftsteilnehmer)[15]
- Anne Heitmann (Hochsprung: Deutsche Jugendmeisterin,[16] 1982 Zweite der Hallen-DM,[17] 1981 und 1983 Dritte bei den Deutschen Meisterschaften)[18]
- Eric Kaiser (Hürdensprint)[19]
- Carolin Kirtzel (Lauf: 2013 Deutsche Jugendmeisterin über 1500 Meter, 2014 über 1500 Meter und 3000 Meter)[12]
- Michael Krause (110 m Hürden: 1980 Deutscher Juniorenmeister)[20]
- Matthias Luck (5000 Meter: 1997 Dritter bei den Deutschen Meisterschaften; Crosslauf: 1997 Dritter bei der Deutschen Mannschaftsmeisterschaft)[21]
- Markus Münch (Diskuswurf: Olympia-, EM- und WM-Teilnehmer)
- Axel Salander (Weitsprung: 1976 deutscher Jugendmeister,[22] 400 Meter Hürden: 1978 Dritter bei den Deutschen Meisterschaften)[23]
- Sylvio Rietscher (Dreisprung: 1997 Dritter bei den Deutschen Meisterschaften)[24]
- Valeri Schütz (Hammerwurf: Mehrmaliger Deutscher Meister in den Seniorenwettkampfklassen M35, M40 und M45)[12]
- Rainer Sonnenburg (Zehnkampf: Deutscher Meister 1988)[25]
- Dirk Urban (Kugelstoßen: Silber bei den Halleneuropameisterschaften 1996,[26] Zweiter der Deutschen Meisterschaft 1996[27] sowie 1993 und 1996 in der Halle)[28]
- Volker Werner (2000 m Hindernis: Teilnehmer bei den Junioreneuropameisterschaften 1985, Crosslauf: Deutscher Juniorenmeister 1987)[29]

### Bekannte LG-Trainer
- Michael Barkowski[30]
- Artur Heß († 2011)[1]
- Heinrich Gambke († 1987)[8]
- Sigrun Ohland-Soukup[31] († 2014)[32]
- Bernd Smrcka
- Wolfgang Soukup[33]